# Kościół ewangelicki w Székesfehérvárze
Kościół ewangelicki (węg. Evangélikus templom) – luterańska świątynia znajdująca się w węgierskim mieście Székesfehérvár.

## Historia
Od początku XIX wieku ewangelicy zamieszkujący Székesfehérvár utrzymywali kontakty z parafią Várpalota. W 1854 założono cmentarz ewangelicki, a od 1856 dwa razy w roku odprawiano nabożeństwo w prywatnym domu. W 1865 zakupiono nieruchomość przy Megyeház utca 10 z przeznaczeniem na plebanię i kaplicę, a w 1869 oficjalnie założono parafię ewangelicką. 7 września 1873 konsekrowano dom modlitwy przy Megyeház utca 17. W 1897 roku wspólnotę wizytował bp Frigyes Baltik, do parafii należało wówczas 690 wiernych, w tym 410 mieszkańców Székesfehérváru.
W 1928 rada miasta przekazała wspólnocie teren pod budowę kościoła, projekt świątyni sporządził Gyula Sándy. Konsekracja ukończonej świątyni miała miejsce 8 maja 1932, nie zrealizowano planowanej przez architekta plebanii. Kościół został uszkodzony podczas II wojny światowej, a znaczna część akt parafialnych została zniszczona.
Po II wojnie światowej rada miejska wymusiła na parafii pozbycie się nieruchomości przy Megyeház utca, w 1958 odebrano jej cmentarz parafialny, a w 1970 planowano nawet rozbiórkę świątyni, z której zrezygnowano w 1984 roku. W 1987 wspólnota odzyskała administrację nad cmentarzem, a w 1992 powiększono jego powierzchnię.

## Architektura
Świątynia neoromańska, jednonawowa. Na wieży kościoła zawieszono dzwon o wadze 312 kg i tonie b', odlany w ludwisarni Seltenhoferów w Sopronie w 1939 roku. W 2006 na emporze zainstalowano organy poświęcone przez bpa Jánosa Ittzésa.

## Galeria

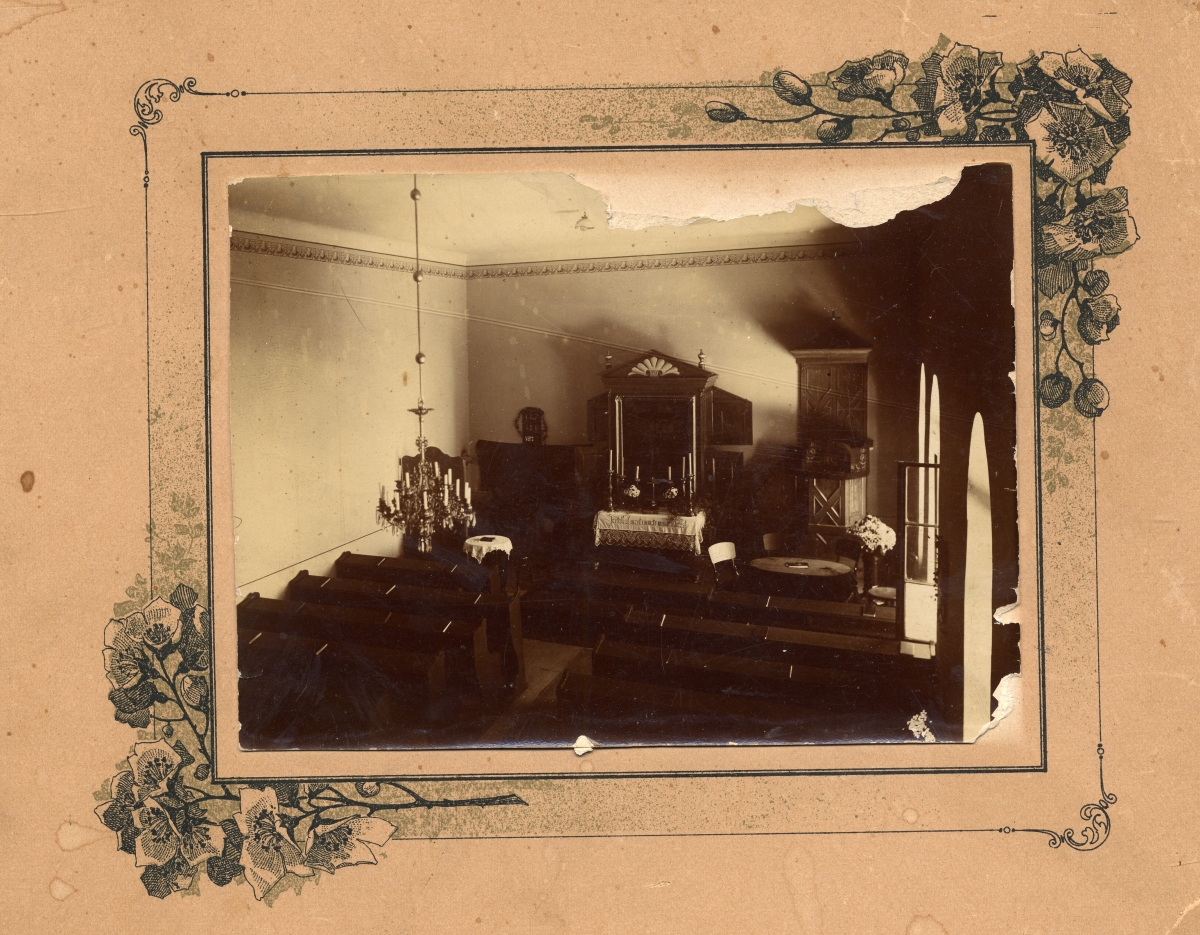
Kaplica w domu modlitwy przy Megyeház utca 17
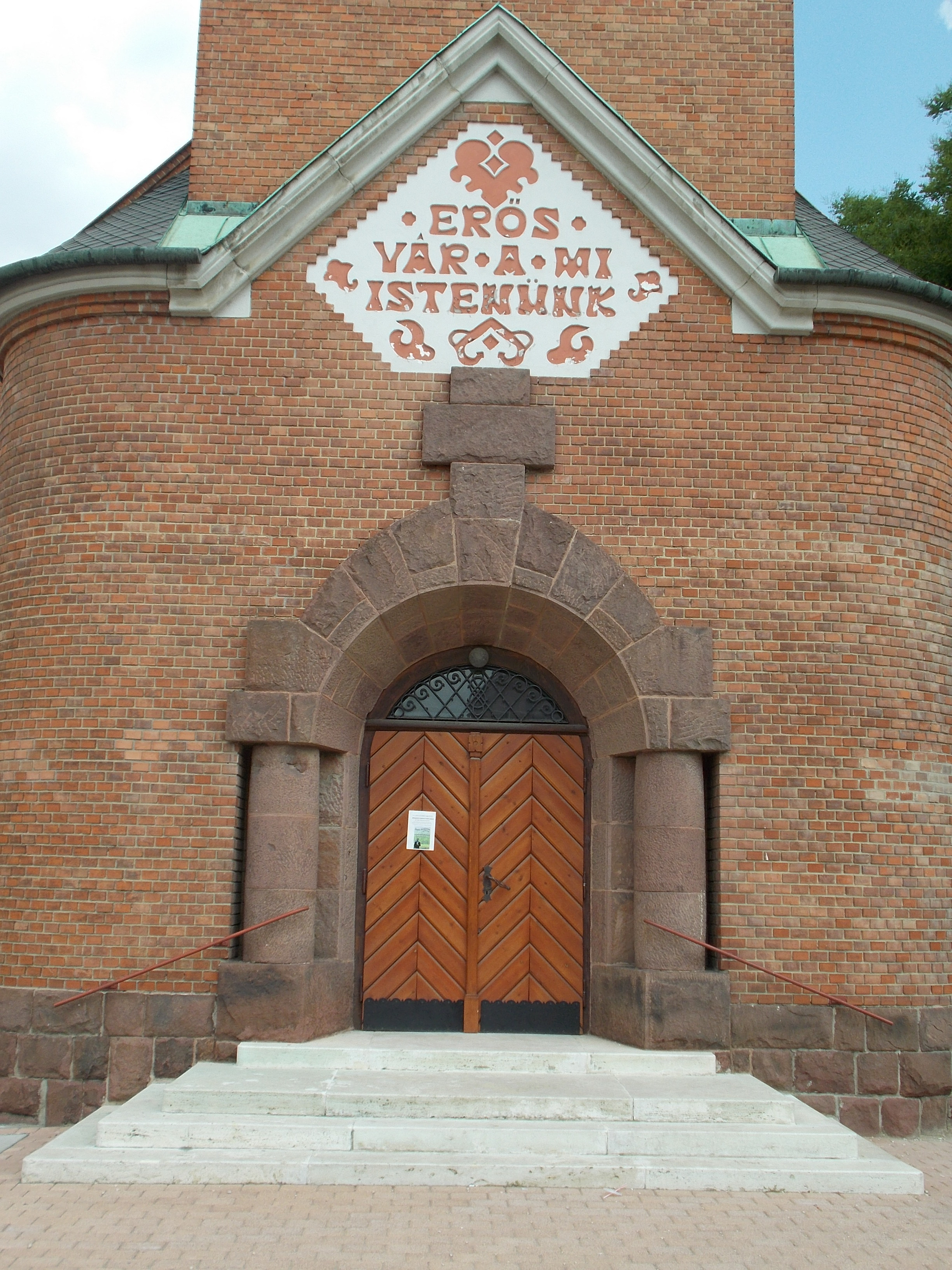
Portal główny
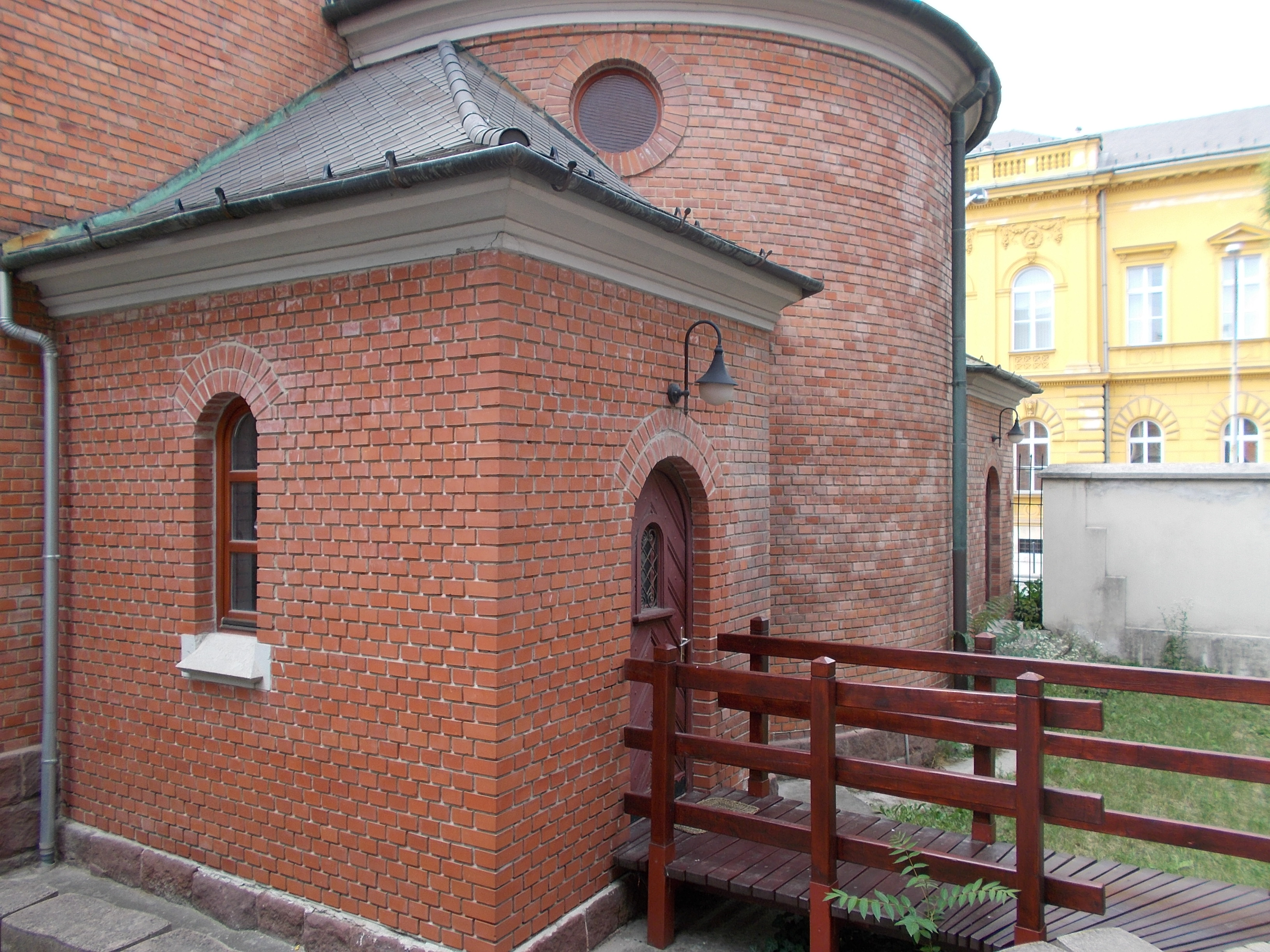
Absyda i zakrystia
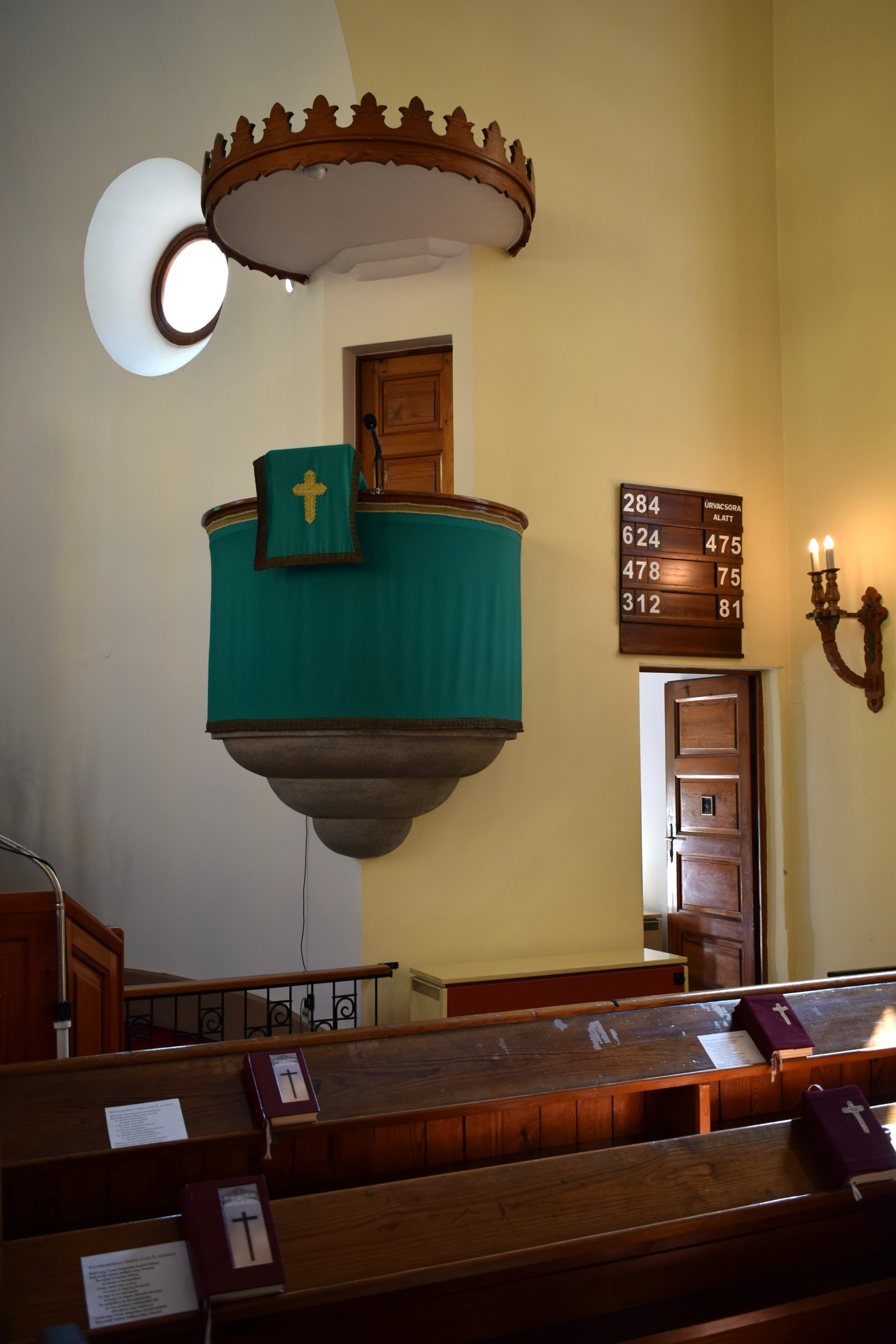
Ambona